# Ernst (Österreich)

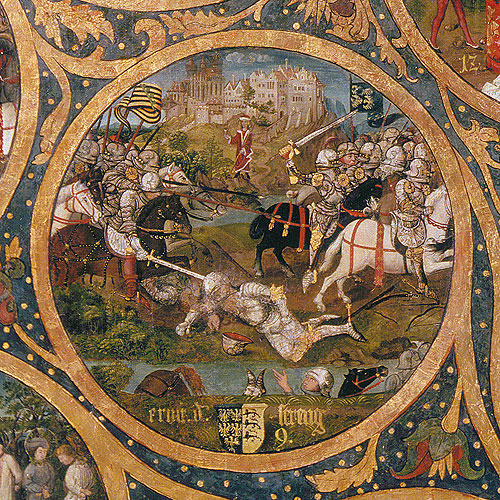
Verwundung Markgraf Ernsts (hier Ernst d. Straig benannt) in der Schlacht an der Unstrut. (Babenberger-Stammbaum, um 1490, Stift Klosterneuburg)

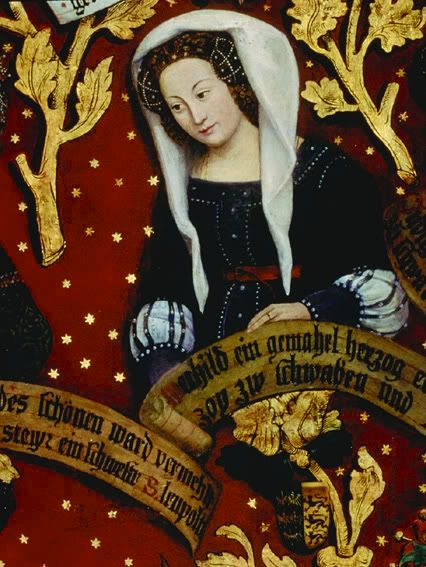
Markgräfin Mechthild, Gattin Markgraf Ernst des Strengen, Babenberger Stammbaum, Stift Klosterneuburg

Ernst, genannt der Tapfere, (* um 1027; † 10. Juni 1075) war von 1055 bis 1075 Markgraf von Österreich.
Er folgte seinem Vater Adalbert und vereinigte die Böhmische Mark mit der Ungarnmark und der Mark Österreich. Zu seiner Zeit begann die Kolonisation des Waldviertels durch die Kuenringer. Zu Beginn des Investiturstreits stand er auf der Seite Heinrichs IV. und fiel als dessen Gefolgsmann in der Schlacht bei Homburg an der Unstrut.

## Ehe und Nachkommen
In erster Ehe heiratete er 1060 Adelheid († 1071), die Tochter des Markgrafen Dedis II. (auch Dedo) von Meißen aus dem Geschlecht der Wettiner. Mit ihr hatte er folgende Kinder:
- Luitpold II. (* 1050, † 12. Oktober 1095), Markgraf von Österreich 1075–1095, ⚭ Itha (von Formbach-Ratelnberg), Witwe nach Haderich (von Schwarzenburg)?
- Justizia († zw. 1120/22), ⚭ Graf Otto II. (III.) von Wolfratshausen
- Adalbert von Pernegg, Graf von Bogen

In zweiter Ehe heiratete er 1072 eine Suanhild († 1120), Tochter des Grafen Sighard VII. von der Ungarnmark und mütterlicherseits Enkelin des Pfalzgrafen Hartwig II. von Bayern. Diese Ehe blieb kinderlos.